# Ephydatia fluviatilis
Ephydatia fluviatilis é uma espécie de Ephydatia.
Esta espécie está espalhada por todo o globo.
Esta espécie tem um basónimo: Spongia fluviatilis Linnaeus, 1759.